# Somewhere (Shanice-dal)
A Somewhere című dal az amerikai R&B énekesnő Shanice első kimásolt kislemeze harmadik 21... Ways to Grow című stúdióalbumáról. A dal csupán 22. helyezést ért el a Billboard Bubbling Hot 100-as listáján.

## Megjelenések
12"  Motown – 374 634 853-1
- A1 Somewhere (Nothin' But Da Funk Mix) 4:16 Remix – Reno Delajuan
- A2 Somewhere (LP Version) 4:10
- A3 Somewhere (Instrumental) 5:08
- B1 Somewhere (Deep Soul Mix) 5:08 Remix – Johann, Soulfinga
- B2 Somewhere (A Capella) 4:13

## Slágerlista
| Slágerlista                           | Legjobb helyezés |
| ------------------------------------- | ---------------- |
| U.S. Billboard Bubbling Under Hot 100 | 22               |
| U.S. Billboard Hot R&B/Hip-Hop Songs  | 28               |